# AB de Villiers
Abraham Benjamin "AB" de Villiers (Pretória, 17 de fevereiro de 1984) é um jogador sul-africano profissional de críquete. Ele é o atual capitão da equipe nacional sul-africana.
AB de Villiers é um reconhecido batedor e wicket-keeper destro, dominando os rankings da ICC juntamente com Kumar Sangakkara. Ele defende o Titans Cricket Team e o Royal Challengers Bangalore.